# John Hartwell Marable

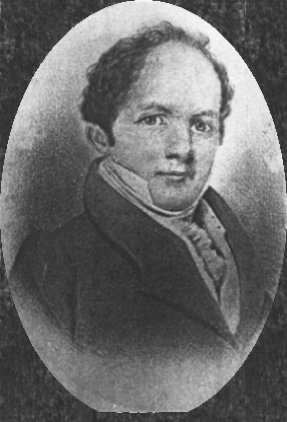
John Hartwell Marable

John Hartwell Marable (* 18. November 1786 bei Lawrenceville, Brunswick County, Virginia; † 11. April 1844 im Montgomery County, Tennessee) war ein US-amerikanischer Politiker. Zwischen 1825 und 1829 vertrat er den Bundesstaat Tennessee im US-Repräsentantenhaus.

## Werdegang
John Marable genoss eine akademische Schulausbildung und studierte danach in Philadelphia Medizin. Nach seiner Zulassung als Arzt begann er in seinem neuen Beruf zu arbeiten. Später verlegte er seinen Wohnsitz und seine Praxis nach Yellow Creek in Tennessee. Gleichzeitig begann er eine politische Laufbahn. In den Jahren 1817 und 1818 saß er im Senat von Tennessee.
In den 1820er Jahren schloss sich Marable der Bewegung um den späteren Präsidenten Andrew Jackson an, aus der 1828 die Demokratische Partei hervorging. Bei den Kongresswahlen des Jahres 1824 wurde er im achten Wahlbezirk von Tennessee in das US-Repräsentantenhaus in Washington, D.C. gewählt, wo er am 4. März 1825 die Nachfolge von James T. Sandford antrat. Nach einer Wiederwahl konnte er bis zum 3. März 1829 zwei Legislaturperioden im Kongress absolvieren. Diese waren von den Diskussionen zwischen den Anhängern und Gegnern von Andrew Jackson geprägt.
Im Jahr 1828 wurde John Marable nicht wiedergewählt. Nach seinem Ausscheiden aus dem US-Repräsentantenhaus praktizierte er wieder als Arzt. Er starb am 11. April 1844 und wurde in der Nähe von Clarksville beigesetzt.